# الدوري العراقي الدرجة الأولى 2024–25
الدوري الدرجة الأولى العراقي 2024–25 هو المستوى الثالث في دوري كرة القدم في العراق.

## أندية موسم 2024–25
- الصليخ
- التاجي
- الحشد الشعبي
- الجيش

- الفلوجة
- الصوفية

- الصادق
- القرنة

الأمواج الموصلي

بلدية الموصل

- سامراء
- الكوفة
- الشرقاط
- الديوانية
- العلم
- الصليخ
- التاجي
- الأمواج الموصلي
- الكفل
- القرنة
- السماوة
- بلدية الموصل
- نفط الشمال
- الحويجة
- الصادق
- الصوفية
- الحشد الشعبي
- الفرات
- الجيش
- الفلوجة